# Llagostera (kommun)
Llagostera är en kommun i Spanien.   Den ligger i provinsen Província de Girona och regionen Katalonien, i den östra delen av landet, 600 km öster om huvudstaden Madrid. Antalet invånare är 8 157. Arean är 76 kvadratkilometer. Llagostera gränsar till Tossa de Mar, Santa Cristina d'Aro, Cassà de la Selva och Caldes de Malavella. 
Terrängen i Llagostera är kuperad åt sydost, men åt nordväst är den platt.